# Фрагментаризм
Фрагментаризм — художнє віддзеркалення специфіки однієї зі сторін постмодерної ситуації, яка полягає у баченні світу як невпорядкованості, позбавленої причинно-наслідкових зв'язків та ціннісних орієнтирів, що можуть невмотивовано змінюватися.

Фрагментарність, як притаманна властивість художніх творів постмодерної епохи була відзначена Т. Адорно у своїй незакінченій праці «Основни естетики». На думку дослідника «Загадковість художніх творів полягає в їхній фрагментарності. Якби їм була притаманна трансцентність, вони були б не загадками, а містеріями; вони — загадки, бо своєю фрагментарністю заперечують те, чим хотіли б бути насправді". . Адорно відзначає, що 
|  | «Немає досконалих художніх творів. Якби вони існували, справді було б можливе примирення серед непримиренного, до сфери якого належить мистецтво. У довершених художніх творах мистецтво трансцендувало б свою концепцію, звертання до крихкого і фрагментарного — це, по суті, спроба врятувати мистецтво через скасування претензій, що художні твори є тим, чим не можуть бути і чим, однак, хочуть бути; фрагмент містить обидва ці елементи».. |

При цьому фрагментом вважається уламок чи сегмент твору, що не може самодостатньо експлікувати цілісність, закладену в ньому самою ідеєю твору. Фрагмент — «це та частина тотальності твору, яка протистоїть тотальності».
Нерідко фрагментаризм призводить доеклектичності сумішів фрагментів, що дає підстави дл іронічного ставлення ло цього явища. Наприклад, В. Велш так описує це явище: 
|  | «перехрещується лібідо з політекономією, числові системи з цинізмом, не забуваючи про езотеризм і симуляцію, а до цього ще щось із Нью-Ейдж і Апокаліпсису — постмодерністичний хіт готовий» |

### Виноски
1. ↑  Сюта, с.169;
2. ↑  Адорно, с.174
3. ↑  Там само, с.254
4. ↑  Сюта, с.171;
5. ↑  Адорно, с.168
6. ↑  Welsch W. «Postmoderne». Genealogie und Bedeutung eines umstrillenen Begriffs // «Postmoderne» oder der Kampf um die Zukunft Hrsg. v. Peter Kemper. Frankfurt a. M., 1988. — C.9-36